# Błoto (Kocierzew Południowy)
Błoto – część wsi Kocierzew Południowy w Polsce, położona w województwie łódzkim, w powiecie łowickim, w gminie Kocierzew Południowy.
W latach 1975–1998 Błoto administracyjnie należało do województwa skierniewickiego.